# Artinita
L'artinita és un mineral de magnesi de la classe dels carbonats que va rebre el nom l'any 1902 en honor del mineralogista italià Ettore Artini (1866-1928). Un possible mineral dimorf de l'artinita seria l'encara sense nom UM1987-01-CO:HMgS.

## Característiques
L'artinita és un carbonat hidratat de magnesi amb fórmula: Mg₂(CO₃)(OH)₂(H₂O)₃. Forma cristalls prismàtics monoclínics sedosos de color blanc, també sovint en arranjaments radials o incrustacions. Té una duresa de Mohs de 2,5 i un pes específic de 2.
Segons la classificació de Nickel-Strunz, l'artinita pertany a «05.DA: Carbonats amb anions addicionals, amb H₂O, amb cations de mida mitjana» juntament amb els següents minerals: dypingita, giorgiosita, hidromagnesita, widgiemoolthalita, indigirita, clorartinita, otwayita, zaratita, kambaldaïta, cal·laghanita, claraïta, hidroscarbroita, scarbroita, caresita, quintinita, charmarita, stichtita-2H, brugnatellita, clormagaluminita, hidrotalcita-2H, piroaurita-2H, zaccagnaita, comblainita, desautelsita, hidrotalcita, piroaurita, reevesita, stichtita i takovita.

## Formació
Es forma en venes hidrotermals de baixa temperatura i en les roques ultramàfiques serpentinitzades. Els minerals associats inclouen brucita, hidromagnesita, piroaurita, crisòtil, aragonita, calcita, dolomita i magnesita.